# STS-83
STS-83 est la vingt-deuxième mission de la navette spatiale Columbia.

## Équipage
- Commandant : James D. Halsell (3)  États-Unis
- Pilote : Susan L. Still (1)  États-Unis
- Spécialiste de mission : Janice E. Voss (3)  États-Unis
- Spécialiste de mission : Donald A. Thomas (3)  États-Unis
- Spécialiste de mission : Michael L. Gernhardt (2)  États-Unis
- Spécialiste de la charge utile : Roger Crouch (1)  États-Unis
- Spécialiste de la charge utile : Greg Linteris (1)  États-Unis

Le chiffre entre parenthèses indique le nombre de vols spatiaux effectués par l'astronaute au moment de la mission.

## Paramètres de la mission
- Masse :
  - Navette au décollage : 117 802 kg
  - Navette à vide : ? kg
  - Chargement module Spacelab MSL-1: 10 169 kg
- Périgée : 298 km
- Apogée : 302 km
- Inclinaison : 28,5°
- Période : 90,5 min

## Objectifs
L'objectif de la mission était une mission Spacelab mais la durée fut écourtée dû à un problème avec la pile à combustible de la navette spatiale Columbia. La mission sera reprise par la mission STS-94 avec le même équipage.